# Pierre Galet
Pour les articles homonymes, voir Galet (homonymie).
Pierre Galet, né à Monaco le 28 janvier 1921 et mort à Montpellier le 30 décembre 2019,, est un professeur d'université et ampélographe français.
Il est l'auteur de plusieurs ouvrages de référence sur la vigne et le vin.

## Biographie
En tant que contrôleur de la Protection des végétaux, Pierre Galet est chargé de mettre sur pied le contrôle des bois et plants de vigne. Cette tâche aboutit en 1956 au début de la publication de Cépages et Vignobles de France, un ouvrage répertoriant et décrivant les cépages cultivés à l'époque en France. Cet ouvrage en plusieurs volumes, édités et réédités sur plus de 25 ans, représente une somme de monographies départementales de la viticulture française, renouvelant la publication de Jules Guyot un siècle auparavant.
En 1967, il publie sa thèse de doctorat, intitulée Recherches sur les méthodes d'identification et de classification des Vitacées des zones tempérées, décrivant les vignes spontanées qu'il a répertoriées dans plusieurs pays.
Il s'impose dès les années 1950 comme un expert en ampélographie. En 1979 publie un Précis d'ampélographie pratique édité par l'université Cornell à Geneva, dans l'État de New York, régulièrement réédité et mis à jour.
Son Dictionnaire encyclopédique des cépages, édité chez Hachette en 2000, est l'ouvrage de référence en matière de description des cépages, et inclut notamment les illustrations de son Précis d'ampélographie pratique. Une remise à jour, le Dictionnaire encyclopédique des cépages et de leurs synonymes, est rééditée en 2015 grâce à une collecte de financement participatif.
Il enseigne à l'université de Montpellier, notamment pour le diplôme national d'œnologue jusqu'en 2012.
Au fil de ses recherches Galet a répertorié quelque 10 000 cépages en France et dans le monde ; il a notamment identifié plus de 100 variétés appartenant à la famille des Pinots. Bien avant la mise en place des analyses d'ADN, il est aussi parvenu à éliminer de cette même famille des plants dont on pensait jusque-là qu'ils en faisaient partie - ainsi de certains vignobles californiens, dans les années 1980, où l'université de Davis avait erronément fourni sous le nom de Pinot des plants de melon de bourgogne (le cépage du Muscadet).

## Autres engagements
- Président d'honneur du Centre d'Ampélographie Alpine Pierre Galet (CAAPG) de Montmélian.
- Président de l'International Ampelography Society de Minneapolis (1988).
- Membre fondateur et d'honneur de l'Académie Internationale du Vin (AIV) à Genève.

## Récompenses et distinctions

### Titres honorifiques
- 1950 :  Officier de l'ordre du Mérite agricole.
- 2013 :  Commandeur de l'ordre du Mérite agricole[7].

### Prix littéraires

#### Récompenses de l'OIV
Tout au long de sa carrière, Pierre Galet a reçu plusieurs prix de l'OIV honorant la qualité de ses ouvrages :
- 1947 : Diplôme d'honneur pour le livre Les porte-greffes écrit avec Henri Agnel - Istanbul.
- 1953 : Prix du Jury dans la catégorie Viticulture pour le livre Précis d'ampélographie pratique - Rome.
- 1963 : Prix du Jury dans la catégorie Viticulture pour le livre Cépages et Vignobles de France, Tomes 1 & 2 - Paris.
- 1979 : Prix de la Viticulture pour le livre Les Maladies et les Parasites de la vigne, Tome 1 - Stuttgart.
- 1983 : Prix du Jury Hors concours dans la catégorie Viticulture pour « l'ensemble de son œuvre » avec médaille d'argent - Johannesbourg.
- 2001 : Prix du Jury dans la catégorie Viticulture pour l'ouvrage Cépages et vignobles de France, 2ème édition, Tomes 1 & 2, avec médaille d'argent - Adélaïde.
- 2006 : Prix du Jury dans la catégorie Viticulture pour l'ouvrage Cépages et vignoble de France, 2ème édition, Tome 3 (2 volumes) - Paris.
- 2016 : Grand Prix de l'OIV pour « sa contribution à la diffusion des connaissances du secteur vitivinicole et en reconnaissance de son œuvre reconnue internationalement » - Paris.

#### Autres prix
- 1952 : Grand Prix Universitaire de la Foire de la Vigne et du Vin pour le livre Précis d'ampélographie pratique - Montpellier[9].
- 1959 : Prix Henry Gervais de l'Académie d'Agriculture pour le livre Cépages et Vignobles de France, Tomes 1 & 2 - Paris[9].
- 1979 : Prix Victor Vermorel de l'Académie d'Agriculture pour le livre Les Maladies et les Parasites de la Vigne, Tome 1 - Paris[9].

## Publications
- Avec Henri Agnel, Les porte-greffes, ampélographie pratique, Montpellier, Impr. Charles Déhan, 1946, 44 p. (OCLC 81803576).
- Cépages et vignobles de France, t. 1 : Vignes américaines, Impr. Paul Déhan, 1956, 670 p. (OCLC 964022208, BNF 33019336).
- Cépages et vignobles de France, t. 2 : Les cépages de cuves, Impr. Paul Déhan, 1957, 675-1657 p. (OCLC 964022272, BNF 33019337).
- Cépages et vignobles de France, t. 3 : Les cépages de cuve (2ème partie), Impr. Paul Déhan, 1962, 1663-2891 p. (OCLC 803476155, BNF 33019338).
- Cépages et vignobles de France, t. 4 : Les Raisins de table, la production viticole française, Impr. Paul Déhan, 1964, 2894-3500 p. (OCLC 1069172644, BNF 33019339).
- Étude morphologique et systématique des plantules de vitacées (Thèse sci. nat.), Montpellier, Institut de Botanique, coll. « Naturalia monspeliensia / série botanique » (no fascicule 18), 1967, 231-247 p. (OCLC 604301850).
- Recherches sur les méthodes d'identification et de classification des Vitacées des zones tempérées, Montpellier, 1967, 526 p. (OCLC 6135280).
- Évolution de l'encépagement français, Montpellier, Impr. Paul Déhan, 1969, 40 p. (OCLC 664298539).
- La production mondiale des vins I : L'Europe : le Marché commun, Bordeaux, G. Taris, 1970, 114 p. (OCLC 664295624).
- La production mondiale des vins I : L'Europe : la zone de libre échange, Bordeaux, G. Taris, 1972, 63 p. (OCLC 659895254).
- La production mondiale des vins I : L'Europe : les pays socialistes, Bordeaux, G. Taris, 1975, 68 p. (OCLC 678634067).
- Précis de viticulture : à l'usage des ingénieurs agronomes, des étudiants en agronomie et en œnologie des techniciens des lycées agricoles et des professionnels de la viticulture, Montpellier, Impr. Paul Déhan, 1970, 492 p. (OCLC 462565804).
- Les maladies et les parasites de la vigne, t. 1 : Les maladies dues à des végétaux : champignons, bactéries, viroses et phanérogames, Montpellier, Imprimerie du Paysan du Midi, 1977, 871 p. (ISBN 2-902771-00-2 et 9782902771004).
- Les maladies et les parasites de la vigne, t. 2 : Les parasites animaux, Montpellier, Imprimerie du Paysan du Midi, 1982, 883-1876 p. (ISBN 2-902771-00-2 et 9782902771004).
- Précis de pathologie viticole, Montpellier, Impr. Paul Déhan, 1991, 264 p. (OCLC 43592579, BNF 35489143).
- Le vignoble : histoire, culture, description et commentaires sur les cépages décrits par Mas et Pulliat, Entremont-le-Vieux, Quatuor éditions, 1996, 282 p. (OCLC 299959476).
- Précis d'ampélographie pratique, Montpellier, Impr. Paul Déhan, 1998, 7e éd. (1re éd. 1952), 300 p. (ISBN 2-902771-08-8 et 9782902771080).
- Dictionnaire encyclopédique des cépages, Paris, Hachette, 2000, 935 p. (ISBN 978-2-01-236331-1, OCLC 45324610).
- Avec Pierre Casamayor et Antoine Lebègue, Dictionnaire des vins de France, Hachette Pratique, coll. « Livret du Vin », 2001, 384 p. (ISBN 978-2-01-236582-7).
- Les vignobles de France, vol. 1 : Méditerranée, Rhône-Alpes, Bourgogne, Franche-Comté, Alsace-Lorraine, Paris/Londres/New York, Éd. Tec & doc, 2004, 1285 p. (ISBN 2-7430-0585-8, BNF 39103459).
- Les vignobles de France, vol. 2 : Champagne-Ardenne, Nord-Picardie, Île-de-France, Nord-Ouest, Centre, Centre-Ouest, Aquitaine ou Sud-Ouest, Centre-Sud, Paris/Londres/New York, Éd. Tec & doc, 2006, 1274 p. (ISBN 978-2-7430-0680-8 et 2-7430-0680-3, BNF 40139603).
- Grands cépages, Paris, Hachette Pratique, coll. « Les Livrets du Vin », 2006, 159 p. (ISBN 978-2-01-237081-4, lire en ligne).
- Avec Michel Bouvier, Une vie au service de la vigne, Paris, Jean-Paul Rocher, 2010, 190 p. (ISBN 978-2-917411-29-2 et 2917411295).
- Dictionnaire encyclopédique des cépages et de leurs synonymes, Paris, Libre & Solidaire, 2015, 1199 p. (ISBN 978-2-84730-036-9 et 2847300368, OCLC 1044872740, BNF 44431343).

## Filmographie
- 2019 : Vitis prohibita de Stephan Balay (documentaire)[10].
- 2023 : De la liane sauvage à la vigne de l'avenir. Pierre Galet, ampélographe visionnaire de Clotilde Verriès (documentaire)[11],[12],[13].

## Postérité
Pierre Galet a fait don de son vivant de l'ensemble de ses archives au Centre d'Ampélographie Alpine, fondé par Michel Grisard en 2007 au sein du Musée de la Vigne et du Vin de Savoie de Montmélian. En son hommage, ce centre a été renommé et porte aujourd'hui son nom : Centre d'Ampélographie Alpine Pierre Galet (CAAPG),.

#### Internet
- Site officiel
- Notices d'autorité :   - VIAF
  - ISNI
  - BnF (données)
  - IdRef
  - LCCN
  - GND
  - CiNii
  - Espagne
  - Australie
  - Norvège
  - WorldCat
- Ressources relatives à la recherche :   - Harvard University Herbaria & Libraries
  - International Plant Names Index

#### Presse
- « Pierre Galet, le pape des cépages », sur Ouest-France.fr, 1er août 2015 (consulté le 2 janvier 2020).
- « Pape des cépages, il en a recensé 10.000 dans le monde », sur leparisien.fr, 2 août 2015 (consulté le 2 janvier 2020).
- « Pape de l'ampélographie, il a passé une vie à recenser 10.000 cépages », sur LExpress.fr, 31 juillet 2015 (consulté le 2 janvier 2020).
- Robin Lenfant, « Pierre Galet : "Le merlot était considéré comme un cépage secondaire avant le XIXe siècle" », sur La Revue du vin de France (consulté le 2 janvier 2020).
- Michèle Trévoux, « L’émouvant hommage à Pierre Galet », sur Vitisphere.com, 8 avril 2016 (consulté le 2 janvier 2020).
- « [ENTRETIEN] Pierre Galet, une vie de vignes », sur Terre de Vins, 17 janvier 2017 (consulté le 2 janvier 2020).
- Aurélie Jacques, « Trois questions à Pierre Galet », sur Le Point, 24 juin 2015 (consulté le 2 janvier 2020).
- « Pierre Galet, l'encyclopédie du cépage », sur ladepeche.fr, 29 janvier 2001 (consulté le 2 janvier 2020).

#### Vidéos
- [vidéo] « L'ampélographie alpine en trois leçons » sur Chambre d'Agriculture Savoie Mont-Blanc, 22 octobre 2014, 30 min.
- [vidéo] « Le Dictionnaire encyclopédique des cépages et de leurs synonymes de Pierre Galet » sur Fundovino, 4 février 2015, 4 min.
- [vidéo] « Sur les traces de Pierre Viala » sur Libre & Solidaire, 2 avril 2015, 4 min.
- [vidéo] « Mes débuts dans l'ampélographie » sur Libre & Solidaire, 10 avril 2015, 4 min.
- [vidéo] « Quelques situations gênantes » sur Libre & Solidaire, 10 avril 2015, 3 min.
- Pierre Galet (1), Pierre Galet (2),  [vidéo] « Pierre Galet (3) » sur In Vino Cultura, 21 décembre 2015, 45 + 10 + 12 min.
- [vidéo] « Pierre Galet raconte » sur Lumière du jour Audiovisuel-Production-Réalisation, 29 avril 2018, 3 min.

Galet est l’abréviation botanique standard de Pierre Galet.
Consulter la liste des abréviations d'auteur en botanique ou la liste des plantes assignées à cet auteur par l'IPNI, la liste des champignons assignés par MycoBank, la liste des algues assignées par l'AlgaeBase et la liste des fossiles assignés à cet auteur par l'IFPNI.